# Tiền Phong (phường)
Tiền Phong là một phường thuộc tỉnh Bắc Ninh, Việt Nam.

## Địa lý
Phường Tiền Phong có vị trí địa lý:
- Phía đông giáp phường Tân Tiến
- Phía tây giáp phường Nếnh
- Phía nam giáp phường Yên Dũng
- Phía bắc giáp các phường Bắc Giang và Đa Mai.

Phường Tiền Phong có diện tích 30,70 km², dân số 36.335 người, mật độ dân số đạt 1.183 người/km².

## Lịch sử
Ngày 28 tháng 9 năm 2024, Ủy ban Thường vụ Quốc hội ban hành Nghị quyết số 1191/NQ-UBTVQH15 về việc sắp xếp đơn vị hành chính cấp huyện, cấp xã của tỉnh Bắc Giang giai đoạn 2023 – 2025 (nghị quyết có hiệu lực từ ngày 1 tháng 1 năm 2025). Theo đó:
- Sáp nhập xã Tiền Phong thuộc huyện Yên Dũng vào thành phố Bắc Giang quản lý.
- Thành lập phường Tiền Phong thuộc thành phố Bắc Giang trên cơ sở toàn bộ 10,35 km² diện tích tự nhiên và quy mô dân số là 11.287 người của xã Tiền Phong.

Ngày 16 tháng 6 năm 2025, Ủy ban Thường vụ Quốc hội ban hành Nghị quyết số 1658/NQ-UBTVQH15 của UBTVQH về việc sắp xếp các đơn vị hành chính cấp xã của tỉnh Bắc Ninh năm 2025. Theo đó, sắp xếp toàn bộ diện tích tự nhiên, quy mô dân số của các phường Nội Hoàng, Song Khê, Đồng Sơn và Tiền Phong thành phường mới có tên gọi là phường Tiền Phong.